# Nimanbur
Nimanbur är ett utdött australiskt språk. Nimanbur talades i norra delen av Western Australia och tillhörde den nyulnyulanska språkfamiljen.